# Большая Нырья
Большая Нырья — деревня в Селтинском районе Удмуртской республики.

## География
Находится в западной части Удмуртии на расстоянии приблизительно 4 км на восток по прямой от районного центра села Селты.

## История
Известна с 1873 года как деревня При речке Нырье (Большая Нырья) с 3 дворами. В 1893 году учтено 13 дворов, в 1905 — 21, в 1924 (Норья Большая)- 27. Современное название с 1935 года. До 2021 года входила в состав Колесурского сельского поселения.

## Население
Постоянное население составляло 33 человека (1873), 92 (1893, русские), 138 (1905), 171 (1924), 82 человека в 2002 году (русские 57 %, удмурты 39 %), 62 в 2012.